# Sütveren
Sütveren est un village du district de Kelkit dans la province de Gümüşhane. Il fait partie des communautés Turkmènes-yörük venus de la région de  l'Azerbaïdjan du Sud,.

## Histoire
L'ancien nom du village est « Pernek ». Depuis que la colonie a été dévastée par les effets des guerres dans la région, elle a été enregistrée comme un « village désolé » (vide) sous le nom de « Pürnek » dans les recensements ottomans du XVIe siècle. Selon le registre avarız de 1642, il y a 14 ménages avarız dans le village. Lors du recensement de 1835 (seule la population masculine était comptée), le village s'appelait « Pürnek », où seuls les musulmans vivaient, avec une population de 34 hommes dans 9 ménages. Le nombre de ménages dans la colonie, connue sous le nom de « Pernik » dans les archives de 1876, est de 17 et 60 personnes vivent dans le village.
Avec l'établissement de la République de Turquie, le nom de la colonie, qui est située parmi les villages du district de Kelkit avec le nom de Pernek, a été changé vers la fin des années 1950 et a commencé à apparaître dans les archives avec son nom actuel depuis le recensement de 1960.

## Géographie
107 km du Centre-ville de Gümüşhane, 31 kilomètres de distance jusqu'au district de Kelkit.

## Démographie
| Données démographiques des villages par années | Données démographiques des villages par années |
| ---------------------------------------------- | ---------------------------------------------- |
| 2020                                           | 145                                            |
| 2019                                           | 178                                            |
| 2018                                           | 303                                            |
| 2017                                           | 7                                              |
| 2016                                           | 36                                             |
| 2015                                           | 39                                             |
| 2014                                           | 118                                            |
| 2013                                           | 244                                            |
| 2012                                           | 93                                             |
| 2011                                           | 68                                             |
| 2010                                           | 133                                            |
| 2009                                           | 149                                            |
| 2008                                           | 155                                            |
| 2007                                           | 166                                            |
| 2000                                           | 217                                            |
| 1990                                           | 320                                            |
| 1985                                           | 395                                            |

## Martyrs
| Tentative de coup d'État    | Lokman Oktay, |
| Condamné à la peine de mort | Şükrü Oktay   |